# Alex Felipe
Alex Aparecido Felipe Santos, nascido em São Paulo a 23 de abril de 1993, é um jogador profissional de futsal que joga atualmente pelo Sporting Clube de Portugal.

## Palmarés internacional
- Liga dos Campeões de Futsal da UEFA (1)

2018/19